# The Deacon's Reward
The Deacon's Reward è un cortometraggio muto del 1911. Il nome del regista non viene riportato. È il secondo film interpretato da Howard Missimer che, in cinque anni di carriera, girerà 66 pellicole.

## Produzione
Il film fu prodotto dalla Essanay Film Manufacturing Company.

## Distribuzione
Distribuito dalla General Film Company, il film uscì nelle sale cinematografiche USA il 13 ottobre 1911.